# Niecka Nidziańska
Niecka Nidziańska (342.2) (miechowska) – makroregion wchodzący w skład Wyżyny Małopolskiej. Stanowi wyraźne obniżenie terenu będące synklinorium między Wyżyną Krakowsko-Częstochowską a Wyżyną Kielecką, którym płynie rzeka Nida, Szreniawa i Nidzica.
W skład Niecki Nidziańskiej wchodzą mezoregiony:
- Płaskowyż Jędrzejowski
- Płaskowyż Proszowicki
- Garb Wodzisławski
- Dolina Nidy
- Niecka Solecka
- Garb Pińczowski
- Niecka Połaniecka
- Wyżyna Miechowska

Nieckę wypełniają głównie osady mezozoiczne i permskie, przeważnie margle, opoki i wapienie.
Charakterystyczne utwory budujące podłoże tego terenu to: wapień jurajski, lessy, utwory aluwialne i deluwialne, torfy i gleby mułowo-torfowe, piaski i gliny zwałowe oraz osady kredowe. 
Podłoże budują skały lite wieku kredowego (senonu) margliste epoki wapieni, które przykryte są osadami plejstocenu i holocenu. Te pierwsze to poza lessami gliny zwałowe (zlodowacenia krakowskiego) oraz piaski akumulacji lodowcowej. Holoceńskie utwory aluwialne: pyły, muły, mady i piaski występują w dolinach potoków i innych cieków.
Na utworach aluwialnych naniesionych przez wody rzek Uniejówki i Szreniawy wytworzyły się mady. Utwory deluwialne powstały za sprawą erozji powodującej zmycie gleb (przeważnie pyłów) ze zboczy i osadzanie w nieckowatych dolinach. Na tej bazie powstały gleby brunatne. Gleby brunatne i pseudobielicowe utworzyły się też na piaskach polodowcowych. Torfy i gleby mułowo-torfowe, wytworzyły się głównie w silnie podmokłej części doliny rzeki Kniejówki.
Najwyższym wzniesieniem Niecki Nidziańskiej jest Biała Góra – 416 m nad poziomem morza.
Znajduje się tu 106 zinwentaryzowanych jaskiń. Największymi są: Jaskinia Skorocicka (dł. 352 m, den. 5 m), Jaskinia w Wiśniówkach (dł. 342 m, den. 1,6 m), Jaskinia w Marzęcinie (dł. 250 m, gł. 10 m), Jaskinia Sawickiego (dł. 173 m, den. 3 m), Jaskinia w Aleksandrowie (dł. 163 m, den. 4 m), Jaskinia w Skorocicach u Ujścia Doliny (dł. 122 m, den. 4,5 m), Jaskinia w Gackach (dł. 115 m, den. 2 m), Jaskinia pod Świecami (dł. 106 m, den. 7 m), Jaskinia Dzwonów (dł. 91 m, den. 5 m), Jaskinia Stara (dł. 86 m, den. 3 m), Ucho Olki (dł. 79 m, den. 8,8 m), Jaskinia Lisia (dł. 76 m, den. 5 m), Jaskinia na Kontakcie (dł. 75 m, den. 1,5 m, Jaskinia Flisa (dł. 71 m, den. 5 m) i Jaskinia w Krzyżanowicach Górna (dł. 60 m, den. 6 m), Jaskinia Półkolista (dł. 58 m, den. 1 m), Jaskinia Szeroka (dł. 48 m, den. 3 m), Jaskinia z Potokiem (dł. 46 m, den. 4,5 m), Jaskinia w Skotnikach Górnych (dł. 31 m, den. 0 m), jaskinia Dwie Studnie (dł. 31 m, den. 3,5 m), Jaskinia Wodna w Siesławicach (dł. 25 m, den. 8 m), Jaskinia Żydowska (dł. 25 m, den. 3,2 m), Jaskinia w Siesławicach (dł. 21 m, den. 5 m), Tunel w Skorocicach i Jaskinia w Antolce.
Niecka Nidziańska jest regionem dość słabo uprzemysłowionym. Rozwinął się tu głównie przemysł mineralny. W dolinie Nidy wydobywane są wapień oraz gips (oba minerały pozyskiwane są w okolicach Pińczowa). Innym surowcem mineralnym występującym w tym regionie jest siarka (okolice Grzybowa).
Niecka Nidziańska jest dość słabo zaludniona i zurbanizowana. Największe miasta to Pińczów, Jędrzejów oraz Busko- Zdrój. Znanym uzdrowiskiem jest Busko-Zdrój, gdzie występują wody mineralne i wody siarczkowe.